# تاهيتيون
التاهيتيون، أو الشعب التاهيتي هم أهل جزيرة تاهيتي  أحد أكبر جزر بولينزيا الفرنسية الواقعة في المحيط الهادئ ولغتهم هي اللغة التاهيتية، ويبلغ تعدادهم نحو 183645 نسمة في تعداد 2012م، مما يجعلها الجزيرة الأكثر اكتظاظا بالسكان في بولينيزيا الفرنسية، وتمثل حوالي 68.5٪ من مجموع سكانها.  يشتهر الشعب التاهيتي بالكرم المماثل للكرم العربي. عانى الشعب التاهيتي القتل والنفي والعنصرية منذ احتلال جزيرتهم من قبل الأوروبيين.

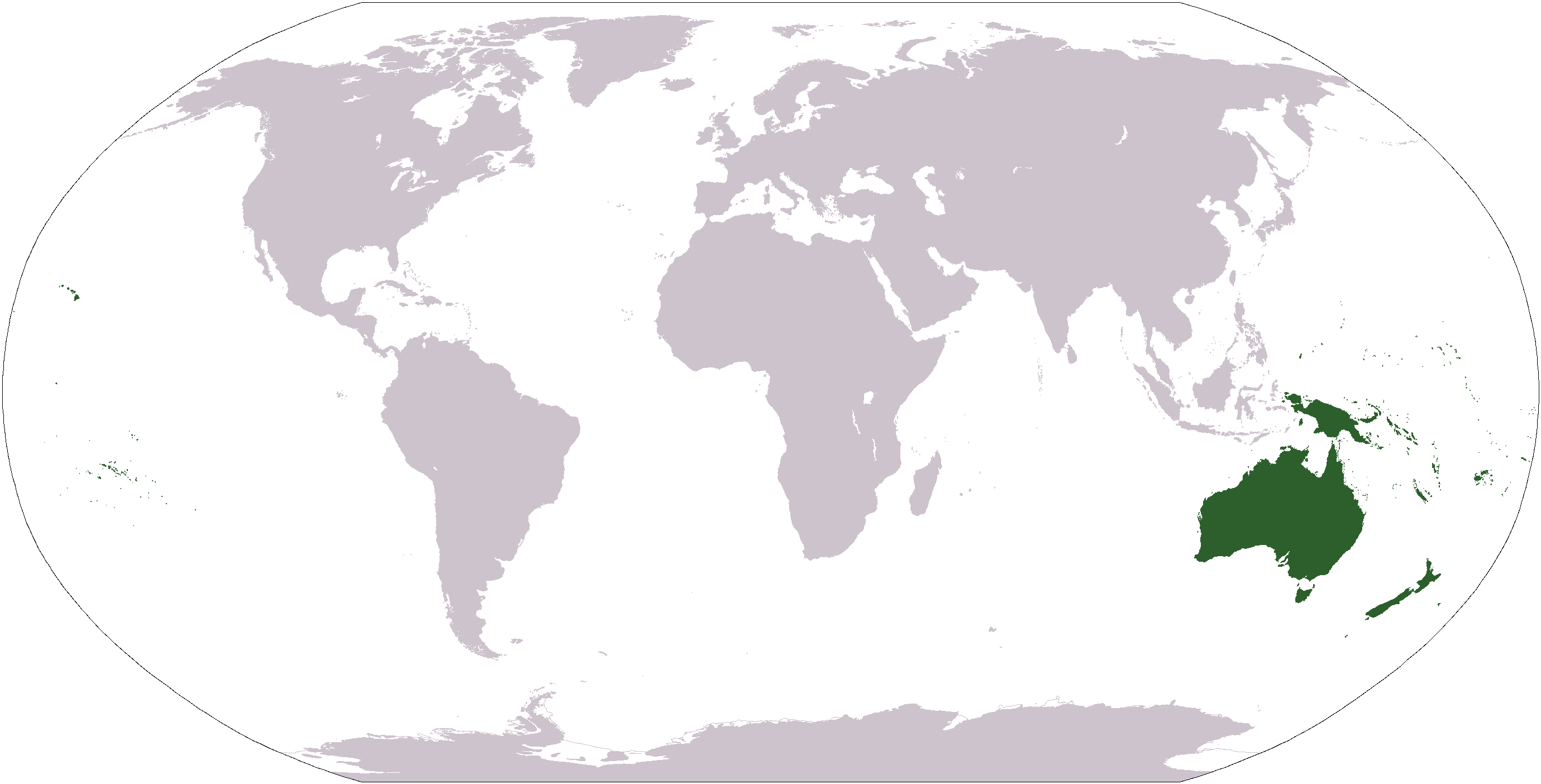
صورة لمكان التاهيتيين على الخريطة

## اللغة
اللغة الفرنسية هي اللغة الرسمية الوحيدة على الرغم من أن اللغة التاهيتية (ريو ماوتشي) يتحدث بها العديد من السكان على نطاق واسع. تم ضم جزءا من مملكة تاهيتي إلى فرنسا في عام 1880م. استقرت تاهيتي من قبل بولينيزيا في ما بين 300 و 800 م . تحتوي تاهيتي على حوالي 70٪ من سكان الجزيرة مع البقية التي تتكون من الأوروبيين والصينيين والباقي من التراث المختلط. 

## التركيبة السكانية
تاهيتي الأصلية تضم 70٪ من السكان إلى جانب الأوروبيين والشرق آسيويين (غالباً الصيني) وأهل التراث المختلط الذي يشار إليها أحيانا باسم ديميس. وهم يشكلون أكبر عدد من السكان في بولينيزيا الفرنسية. يعيش معظم الناس من فرنسا الأم في بابيتي وضواحيها ولا سيما بوناويا حيث يشكلون ما يقرب من 20٪ من السكان.

## مواضيع ذات صلة
- لغة تاهيتية
- تاهيتي
- بولينزيا الفرنسية